# Norashen (Ararat)
Norashen o Norašen (in armeno Նորաշեն?) è un comune dell'Armenia di 3 450 abitanti (2008) della provincia di Ararat.